# Santuario del Miracle (Riner)
El santuario del Miracle en Riner (provincia de Lérida, España) fue erigido en el lugar donde la tradición sitúa la aparición de la Virgen a los pastores del Mas de la Cirosa, datando la primera constancia documental de este santuario del año 1458.
En la actualidad el santuario del Miracle está integrado principalmente por los siguientes elementos: 

## La iglesia
Un año más tarde de la aparición de la Virgen, en 1459, el obispo de Urgell concedió la licencia a los cónsules de Riner para edificar una capilla, que fue ampliada en el año 1531 por el maestro de obras Joan del Munt. 
La segunda iglesia fue construida en el año 1551 por los maestros de obras Miquel Leralt y Jacques Leralt como una única nave con capillas cubierta con bóveda de crucería gótica, pero con formalización y acabados decorativos renacentistas, entre los que destacan: 
El retablo renacentista construido en 1530, obra del maestro Pere Nunyes. 
El órgano, también de estilo renacentista, construido en 1593 por el maestro Antoni Bordons. 
La tercera y actual iglesia se encargó en el año 1652 al maestro de obras Josep Morató (antecesor del maestro Josep Morató i Codina, autor de la catedral nueva de Vic) en un momento de elevada euforia económica. Se trata de una nave única de siete tramos con capillas entre los contrafuertes de la bóveda y la cabecera poligonal enmarcada en cuerpo rectangular adaptada a la liturgia del Concilio de Trento. La cubierta es de bóveda de crucería gótica acabada a dos aguas en teja árabe. La iglesia se inauguró en 1747 sin estar totalmente acabada. 
En el año 1747 se encargó la construcción del retablo barroco al maestro Carlos Morató, y en el año 1774 finalizaron las tareas de policromía realizadas por el maestro Antoni Bordons.

## La Casa Gran
Su origen data del año 1459, coincidiendo con la construcción de la primera capilla, ya que aloja la primera hospedería y recinto conventual. En el año 1553 el maestro de obras Leralt llevó a cabo una primera ampliación. A partir de 1623 se tiene constancia de numerosas reformas y ampliaciones, entre las que destacan las realizadas entre los siglos XVII y XVIII de ampliación de dos cuerpos y una planta más en el edificio principal. 
Su configuración es la de un edificio rectangular alrededor de un patio cuadrado con escalera noble y una notable y singular galería de arcadas y pilares de estilo renacentista de cuatro plantas que le dan una percepción espacial excepcional en el contexto de la arquitectura renacentista catalana. Fue abandonado en la época de la desamortización y restaurado en el año 1898 por el arquitecto Ramon Riera Blasi, coincidiendo con la cesión que hizo el Obispado de Solsona al monasterio de Montserrat. Finalmente fue abandonado cuando los monjes pasaron a ocupar el nuevo edificio del monasterio a principios del siglo XIX.

## El monasterio
Después de la Guerra de Independencia y de la desamortización, el propietario que adquirió las fincas las cedió al obispado de Solsona, que, a su vez, las cedió al monasterio de Montserrat. 
En el año 1899 el mismo arquitecto Ramón Riera Blasi inició la construcción de este edificio con la tipología de edificio conventual de estilo neo-románico, influenciado por su maestro, Elías Rogent, alrededor de un claustro de tres plantas. 
Además de estos tres edificios, también se consideran monumentos los siguientes elementos: la plaza, la fuente, la Bassadoria, las celdas de San Antonio, la ermita de la Desaparición, el comunidor, la ermita de San Gabriel y la cruz de hierro, así como el subsuelo de todos los inmuebles citados.